# Conistra nigrovenosa
Conistra nigrovenosa là một loài bướm đêm trong họ Noctuidae.